# Quyền Anh tại Đại hội Thể thao Đông Nam Á 2015
Quyền Anh tại Đại hội Thể thao Đông Nam Á năm 2015 được tổ chức từ ngày 6 đến ngày 10 tháng 6 năm 2015 tại Singapore EXPO Hall 1, Singapore.
Số nội dung thi đấu tại kì đại hội này giảm xuống còn 11, trong đó 7 hạng cân dành cho nam và 4 hạng cân dành cho nữ. Đoàn thể thao Philippines vươn lên thống trị môn Quyền Anh với 5 tấm huy chương vàng.

## Quốc gia tham dự
Tổng cộng có 85 vận động viên đến từ 10 quốc gia tham gia thi đấu quyền Anh tại Đại hội Thể thao Đông Nam Á năm 2015:
- Campuchia (6)
- Indonesia (10)
- Lào (6)
- Malaysia (7)
- Myanmar (10)
- Philippines (10)
- Singapore (10)
- Thái Lan (10)
- Đông Timor (6)
- Việt Nam (10)

## Lịch trình thi đấu
Dưới đây là lịch trình thi đấu cua môn Quyền Anh tại SEA Games 2015:
| P | Vòng sơ loại | ½ | Bán kết | F | Chung kết |

| Hạng cân↓/Ngày→ | 6/6 | 7/6 | 8/6 | 9/6 | 10/6 |
| --------------- | --- | --- | --- | --- | ---- |
| 46 kg nam       | P   | P   | ½   |     | F    |
| 49 kg nam       | P   | P   | ½   |     | F    |
| 52 kg nam       | P   | P   | ½   |     | F    |
| 56 kg nam       | P   | P   | ½   |     | F    |
| 60 kg nam       | P   | P   | ½   |     | F    |
| 64 kg nam       | P   | P   | ½   |     | F    |
| 69 kg nam       | P   | P   | ½   |     | F    |
| 45 kg nữ        | P   |     | ½   |     | F    |
| 48 kg nữ        | P   |     | ½   |     | F    |
| 51 kg nữ        | P   |     | ½   |     | F    |
| 54 kg nữ        | P   |     | ½   |     | F    |

## Tóm tắt kết quả

### Nam
| Hạng cân                   | Vàng                              | Bạc                                 | Đồng                                         |
| -------------------------- | --------------------------------- | ----------------------------------- | -------------------------------------------- |
| Light Flyweight (46–49 kg) | Kornelis Kwangu Langu · Indonesia | Rogen Ladon · Philippines           | Huỳnh Ngọc Tấn · Việt Nam                    |
| Light Flyweight (46–49 kg) | Kornelis Kwangu Langu · Indonesia | Rogen Ladon · Philippines           | Bounpone Lasavanesy · Lào                    |
| Flyweight (52 kg)          | Ian Clark Bautista · Philippines  | Mohamed Hanurdeen Hamid · Singapore | Thongbang Seuaphom · Lào                     |
| Flyweight (52 kg)          | Ian Clark Bautista · Philippines  | Mohamed Hanurdeen Hamid · Singapore | Maung Nge · Myanmar                          |
| Bantamweight (56 kg)       | Mario Fernandez · Philippines     | Tanes Ongjunta · Thái Lan           | Muhamad Ridhwan Ahmad · Singapore            |
| Bantamweight (56 kg)       | Mario Fernandez · Philippines     | Tanes Ongjunta · Thái Lan           | Naing Latt · Myanmar                         |
| Lightweight (60 kg)        | Junel Cantancio · Philippines     | Nguyễn Văn Hải · Việt Nam           | Farrand Papendang · Indonesia                |
| Lightweight (60 kg)        | Junel Cantancio · Philippines     | Nguyễn Văn Hải · Việt Nam           | Saylom Ardee · Thái Lan                      |
| Light Welterweight (64 kg) | Wuttichai Masuk · Thái Lan        | Ratha Ven · Campuchia               | Jun Hao Leong · Singapore                    |
| Light Welterweight (64 kg) | Wuttichai Masuk · Thái Lan        | Ratha Ven · Campuchia               | Oudone Khanxay · Lào                         |
| Welterweight (69 kg)       | Eumir Felix Marcial · Philippines | Jia Wei Tay · Singapore             | Apichet Saensit · Thái Lan                   |
| Welterweight (69 kg)       | Eumir Felix Marcial · Philippines | Jia Wei Tay · Singapore             | Henrique Martins Borges Pereira · Đông Timor |
| Middleweight (75 kg)       | Trương Đình Hoàng · Việt Nam      | Aphisit Khankhokkhruea · Thái Lan   | Aung Ko Ko · Myanmar                         |
| Middleweight (75 kg)       | Trương Đình Hoàng · Việt Nam      | Aphisit Khankhokkhruea · Thái Lan   | Wilfredo Lopez · Philippines                 |

### Nữ
| Hạng cân                | Vàng                           | Bạc                                 | Đồng                        |
| ----------------------- | ------------------------------ | ----------------------------------- | --------------------------- |
| Light flyweight (48 kg) | Josie Gabuco · Philippines     | Chuthamat Raksat · Thái Lan         | Leona Hui · Singapore       |
| Light flyweight (48 kg) | Josie Gabuco · Philippines     | Chuthamat Raksat · Thái Lan         | Lê Thị Ngọc Anh · Việt Nam  |
| Flyweight (51 kg)       | Nguyễn Thị Yến · Việt Nam      | Irish Magno · Philippines           | Fen Ni Ang · Singapore      |
| Flyweight (51 kg)       | Nguyễn Thị Yến · Việt Nam      | Irish Magno · Philippines           | Sopida Satumrum · Thái Lan  |
| Bantamweight (54 kg)    | Lê Thị Bằng · Việt Nam         | Nesthy Petecio · Philippines        | Nwe Ni Oo · Myanmar         |
| Bantamweight (54 kg)    | Lê Thị Bằng · Việt Nam         | Nesthy Petecio · Philippines        | Ester Kalayukin · Indonesia |
| Featherweight (57 kg)   | Tassamalee Thongjan · Thái Lan | Christina Marwan Jembay · Indonesia | Ve Ro Ni Ka · Myanmar       |
| Featherweight (57 kg)   | Tassamalee Thongjan · Thái Lan | Christina Marwan Jembay · Indonesia | Riza Pasuit · Philippines   |

## Bảng huy chương
| Hạng               | Đoàn               | Vàng | Bạc | Đồng | Tổng số |
| ------------------ | ------------------ | ---- | --- | ---- | ------- |
| 1                  | Philippines        | 5    | 3   | 2    | 10      |
| 2                  | Việt Nam           | 3    | 1   | 2    | 6       |
| 3                  | Thái Lan           | 2    | 3   | 3    | 8       |
| 4                  | Indonesia          | 1    | 1   | 2    | 4       |
| 5                  | Singapore          | 0    | 2   | 4    | 6       |
| 6                  | Campuchia          | 0    | 1   | 0    | 1       |
| 7                  | Myanmar            | 0    | 0   | 5    | 5       |
| 8                  | Lào                | 0    | 0   | 3    | 3       |
| 9                  | Đông Timor         | 0    | 0   | 1    | 1       |
| Tổng số (9 đơn vị) | Tổng số (9 đơn vị) | 11   | 11  | 22   | 44      |